# Estola nigropunctata
Estola nigropunctata là một loài bọ cánh cứng trong họ Cerambycidae.